# Колодіївська сільська рада (Кам'янець-Подільський район)
Коло́діївська сільська́ ра́да — адміністративно-територіальна одиниця та орган місцевого самоврядування в Кам'янець-Подільському районі Хмельницької області. Адміністративний центр — село Колодіївка.

## Загальні відомості
Колодіївська сільська рада утворена в 1980 році.
- Територія ради: 45,828 км²
- Населення ради: 1 042 особи (станом на 2001 рік)
- Територією ради протікають річки Студениця, Дністер

## Населені пункти
Сільській раді були підпорядковані населені пункти:
- с. Колодіївка

## Склад ради
Рада складалася з 14 депутатів та голови.
- Голова ради: Голованьов В'ячеслав Анатолійович
- Секретар ради: Чепелюк Лариса Василівна

### Керівний склад попередніх скликань
| Прізвище, ім'я, по батькові       | Основні відомості                                                                                  | Дата обрання | Дата звільнення |
| --------------------------------- | -------------------------------------------------------------------------------------------------- | ------------ | --------------- |
| Горбняк Антоніна Миколаївна       | Сільський голова, 1950 року народження, освіта вища, член Всеукраїнського об'єднання «Батьківщина» | 26.03.2006   | 31.10.2010      |
| Горбняк Антоніна Миколаївна       | Сільський голова, 1950 року народження, освіта вища, позапартійна                                  | 31.10.2010   | 19.03.2014      |
| Голованьов В'ячеслав Анатолійович | Сільський голова, 1980 року народження, освіта вища, член Народної партії                          | 26.10.2014   |                 |

Примітка: таблиця складена за даними сайту Верховної Ради України

### Депутати
За результатами місцевих виборів 2010 року депутатами ради стали:

#### За суб'єктами висування
| Суб'єкт висування | Кількість обраних депутатів | %    |
| ----------------- | --------------------------- | ---- |
| Народна партія    | 8                           | 57,1 |
| Самовисування     | 6                           | 42,9 |

#### За округами
| № округу       | Прізвище, ім'я, по батькові       | Дата визнання обраним | Освіта             | Партійна приналежність | Відомості про обраного депутата                                    |
| -------------- | --------------------------------- | --------------------- | ------------------ | ---------------------- | ------------------------------------------------------------------ |
| Народна Партія |                                   |                       |                    |                        |                                                                    |
| 1              | Осташевська Юлія Іванівна         | 01.11.2010            | середня            | позапартійна           | Колодіївська загальноосвітня школа І-ІІІ ст., техпрацівник         |
| 2              | Боднарчук Олександр Володимирович | 01.11.2010            | вища               | член Народної партії   | тимчасово не працює                                                |
| 3              | Боднарчук Лариса Іванівна         | 01.11.2010            | середня спеціальна | член Народної партії   | приватний підприємець                                              |
| 4              | Касап Віктор Васильович           | 01.11.2010            | вища               | член Народної партії   | Колодіївська загальноосвітня школа І-ІІІ ст., вчитель              |
| 9              | Островський Іван Йосипович        | 01.11.2010            | вища               | позапартійний          | пенсіонер                                                          |
| 10             | Подорожна Валентина Франківна     | 01.11.2010            | середня спеціальна | позапартійна           | фельдшерсько-акушерський пункт с. Колодіївка, акушер               |
| 11             | Раденька Тетяна Володимирівна     | 01.11.2010            | вища               | член Народної партії   | Колодіївський навчально-виховний комплекс, вчитель                 |
| 13             | Гаврушко Галина Петрівна          | 01.11.2010            | середня спеціальна | член Народної партії   | приватний підприємець                                              |
| Самовисування  |                                   |                       |                    |                        |                                                                    |
| 5              | Семенюк Світлана Анатоліївна      | 01.11.2010            | середня спеціальна | позапартійна           | Бібліотека с. Колодіївка, завідувачка                              |
| 6              | Равлюк Валентина Іванівна         | 01.11.2010            | середня спеціальна | позапартійна           | Управління держкомзему в Кам'янець-Подільському районі, спеціаліст |
| 7              | Іванова Галина Василівна          | 01.11.2010            | вища               | позапартійна           | Сільський клуб с. Колодіївка, технічний працівник                  |
| 8              | Касап Леонід Васильович           | 01.11.2010            | вища               | позапартійний          | ВАТ «Гіпсовик» с. Колодіївка, начальник кар'єру                    |
| 12             | Гаврушко Галина Петрівна          | 01.11.2010            | середня спеціальна | позапартійна           | Колодіївська сільська рада, головний бухгалтер                     |
| 14             | Чепелюк Лариса Василівна          | 01.11.2010            | вища               | позапартійна           | Колодіївська сільська рада, секретар                               |